# Вальпертскірхен
Вальпертскірхен (нім. Walpertskirchen) — громада в Німеччині, розташована в землі Баварія. Підпорядковується адміністративному округу Верхня Баварія. Входить до складу району Ердінг. Складова частина об'єднання громад Герлькофен.
Площа — 18,45 км2. Населення становить 2154 ос. (станом на 31 грудня 2020).